# David Crabb
David P. Crabb – brytyjski matematyk i statystyk; profesor statystyki i nauk o widzeniu City University w Londynie. Specjalizuje się w statystyce medycznej, analizie big data, okulistyce i badaniach nad widzeniem.

## Życiorys
Dyplom Bachelor of Education z matematyki uzyskał na Uniwersytecie Oksfordzkim, a Master of Science ze statystyki na University of Sheffield. Doktoryzował się w 1996 w zakresie statystyki i nauk o widzeniu (ang. visual science), a następnie odbył staż podoktorski w University College London i wykładał (od 1999) w Nottingham Trent University, gdzie kontynuował swoje badania z zakresu widzenia i okulistyki. W 2005 został zatrudniony w londyńskim City University, gdzie w 2010 uzyskał stanowisko profesora w School of Health Sciences.
Na londyńskim City University jest szefem The Crabb Lab, laboratorium badawczego skupionego na pomiarach procesu widzenia. Tematyka badawcza zespołu dotyczy takich zagadnień jak: badania pola widzenia, obrazowanie procesów widzenia, funkcje widzenia a jakość życia oraz statystyka medyczna. W skład Crabb Lab wchodzą okuliści, psychologowie, matematycy i informatycy, zaś specjalnością zespołu są badania nad jaskrą. 
Artykuły publikował w takich czasopismach jak m.in. „Graefe's Archive for Clinical and Experimental Ophthalmology", „British Journal of Ophthalmology", „Investigative Ophthalmology & Visual Science" oraz „Ophthalmology".
Jest członkiem Royal Statistical Society oraz konsultantem honorowym w zakresie nauk o widzeniu w londyńskim szpitalu okulistycznym Moorfields. Pełni także funkcję dyrektora Centre for Applied Vision Research na londyńskim City University.